# Gowin Knight
Gowin Knight, angleški fizik in knjižničar, * 10. september 1713, † 8. junij 1772.
Leta 1745 je odkril proces za ustvarjanje močno magnetiziranega jekla.